# Martín Domínguez Berrueta
Pour les articles homonymes, voir Domínguez.
Martín Domínguez Berrueta, né à Salamanque en 1869 et mort à Grenade en 1920, est un professeur d'universités et écrivain espagnol ayant eu notamment comme étudiant le poète Federico García Lorca.

## Biographie
Né à Salamanque en 1869, il est le frère du professeur Juan Domínguez Berrueta et de l'écrivain Mariano Domínguez Berrueta.
Etudiant, il fait sa thèse sur Jean de la Croix. Il travaille ensuite au journal de Salamanque El Lábaro, qu'il dirige de 1897 à 1910.
C'est en Andalousie qu'il poursuit sa carrière, à partir de 1911. Professeur à l'Université de Grenade, il enseigne l'histoire de l'art et la littérature avec des méthodes inspirées de l'Institution libre d'enseignement. Il organise ainsi pour ses étudiants des voyages en Espagne. De ces séjours de découverte estudiantins, Federico García Lorca tire son premier livre, Impressions et paysages (Impresiones y paisajes).
Martín Domínguez Berrueta meurt à Grenade en 1920.

## Ouvrages et publications
- El misticismo de San Juan de la Cruz (Madrid, 1893) ;
- Del ruralismo (Salamanque, 1909) ;
- La universidad española (Salamanque, 1910) ;
- El problema religioso (Salamanque, 1910) ;
- La Iglesia y la política (Salamanque, 1910) ;
- Crónicas burgalesas (Burgos, 1911) ;
- Historias de Don Quijote (Burgos, 1913) ;
- El libro de literatura (Burgos, 1917).